# Elisabeth Williams (cyclisme)
Pour les articles homonymes, voir Betty Williams (homonymie) et Williams.
Elisabeth Williams, née le 6 avril 1981, est une coureuse cycliste néo-zélandaise.

## Palmarès sur route
- 2003
  - 2e du championnat d'Océanie sur route

## Palmarès sur piste

### Championnat du monde
- Anvers 2001
  - 13e de la vitesse
  - 16e du 500 mètres

### Championnats d'Océanie
- 2003
  - 3e du 500 mètres
- 2004
  - 2e du 500 mètres
  - 3e de la vitesse
- 2005
  - 2e de la vitesse
  - 3e du keirin
  - 3e du 500 mètres
- 2007
  - 2e du scratch

### Championnats nationaux
- 2001
  -  Championne de Nouvelle-Zélande de la vitesse
  - 2e du 500 mètres
- 2002
  - 2e du 500 mètres
  - 2e de la vitesse
- 2003
  -  Championne de Nouvelle-Zélande du keirin
  -  Championne de Nouvelle-Zélande du 500 mètres
  - 2e de la vitesse
- 2006
  -  Championne de Nouvelle-Zélande du keirin
  -  Championne de Nouvelle-Zélande du 500 mètres
  - 2e de la vitesse
- 2007
  - 2e du keirin
  - 3e du 500 mètres

### Autres
- 2018
  - GP Poland (vitesse par équipes)